# グレイシー一族
グレイシー一族（グレイシーいちぞく）とは、ブラジルの柔術家一族。
「コンデ・コマ」として有名な日本の柔道家前田光世が、カーロス・グレイシーに技を指導したのが起源。カーロスの弟、エリオ・グレイシーもこれらの技を研究し、「グレイシー柔術」と呼ばれる技術体系を築きあげた。エリオは日本の柔道家木村政彦と死闘を繰り広げている。
1993年にUFCが創立されると、ホイス･グレイシーが出場し、数回優勝。総合格闘技に柔術の概念を持ち込んだことで格闘技を大きく変えたといえる。90年代前半から2000年代前半にかけて「最強」と呼ばれることも多く、ヒクソン･グレイシー、ホイス･グレイシー、ヘンゾ･グレイシーらがUFCやPRIDE、VTJに出場した。
桜庭和志とグレイシー一族との戦いも有名。ホイラー・グレイシー、ホイス・グレイシー、ヘンゾ・グレイシー、ハイアン・グレイシーが桜庭に挑んだが、勝利を奪う事はできなかった。ヒクソン・グレイシーは、ホイラー戦終了後に桜庭和志から対戦を要求されたが、これを拒否している。その後、ホイス・グレイシーは桜庭と再戦を行い勝利し、リベンジを果たしている。また、2010年にはハレック・グレイシーが桜庭に挑み、勝利している。
グレイシー一族は事実上の一夫多妻制を採用しているが、一条真也の『ヒクソン・グレイシー自伝』の書評によると、カーロスとエリオが一族最初の一夫多妻だったわけではないとのこと。そもそもブラジルでは歴史的にグレイシー一族ほどの有力者に限らず、事実上の一夫多妻状態の家庭自体がそれほど珍しくない。

## エリオ派
第一夫人系
```
ガスタオン

　┃

エリオ

　┣━━━━━━━━━━━━━━━━━━━━┓

ホリオン
　　　　　　　　　　　  　      
ヒクソン

　┣━━━━┳━━━━┳━━━━┓　　    　┣━━━━┓

ヒーロン
　
ヘナー
　
ハレック
　 
ヘイレン
　   
ハクソン
　
クロン
```

第二夫人系
```
エリオ

　┣━━━━┓

ホイラー
　
ホイス
```

## カーロス派
第一夫人系
```
　　　　　　　　　　　　　　 
ガスタオン

　　　　　　　　　　　　　　　　┃
　　　　　　　　　　　　　　　
カーロス
　
　　　　　　　　　　　┏━━━━┻━━━━━━━━━━━━┓
　姉妹━━妻━━━
カーロスボブソン
　　　　　　　　　　
カーウソン

 　┃　 　　┏━━━━╋━━━┳━━━┓　　　　　　　　　￤（元・師弟関係）

ダニエル
　
フラビア
　
ヘンゾ
　
ハウフ
　
ハイアン
　　
ブラジリアン・トップチーム

　　　　　　┃
　　　　　
キーラ
```

第三夫人系
```
カーロス

　┣━━━━┓

ヘイウソン
　？
　┃　　　　┃

ホドリゴ
　
クラウスレイ
```

第五夫人系
```
カーロス

　┃

ホーウス

　┃

ホーレス
```

第六夫人系
```
カーロス

　┣━━━━━━━┓

カーロスJr
　　　
ヘイラ

　　　　　　　　　┃
　　　　　　　　
ホジャー
```